# Cré-sur-Loir
Cré-sur-Loir (tot 2014: Cré) is een plaats en voormalige gemeente in het Franse departement Sarthe (regio Pays de la Loire) en telt 801 inwoners (2005). De plaats maakt deel uit van het arrondissement La Flèche. Cré-sur-Loir is op 1 januari 2017 gefuseerd met de gemeente Bazouges-sur-le-Loir tot de gemeente Bazouges Cré sur Loir. 

## Geografie
De oppervlakte van Cré-sur-Loir bedraagt 17,3 km², de bevolkingsdichtheid is 46,3 inwoners per km².
De onderstaande kaart toont de ligging van Cré-sur-Loir met de belangrijkste infrastructuur en aangrenzende gemeenten.

## Demografie
Onderstaande figuur toont het verloop van het inwonertal (bron: INSEE-tellingen).